# Heinzenhausen
Heinzenhausen è un comune di 255 abitanti della Renania-Palatinato, in Germania, nella valle della Lauter.
Appartiene al circondario (Landkreis) di Kusel (targa KUS) ed è parte della comunità amministrativa (Verbandsgemeinde) di Lauterecken-Wolfstein.